# Petr Korda
Petr Korda (Praga, Txecoslovàquia, 23 de gener de 1968) és un extennista professional txecoslovac que també va competir per a la República Txeca després de la desintegració de l'estat. Les seves filles Jessica i Nelly són golfistes professionals i el seu fill Sebastian també és tennista professional, però representant els Estats Units.
En el seu palmarès destaquen dos títols de Grand Slam, un individual i un en dobles masculins però ambdós a l'Open d'Austràlia. També fou finalista en el Roland Garros en ambdues categories arribant a ser número 2 del rànquing individual i en desè lloc en el rànquing de dobles. Es va convertir en professional l'any 1987. Va guanyar el primer títol de dobles l'any 1988, i el primer títol individual el 1991.
Korda fou positiu en un control de dopatge el juliol de 1998 a Wimbledon, i fou suspès durant dotze mesos, però va decidir retirar-se poc abans de rebre la suspensió.

## Biografia
Fill de Jana i Petr Korda, que fou el seu entrenador de tennis mentre era menor d'edat.
Korda es va casar amb la tennista txecoslovaca Regina Rajchrtová i el matrimoni va tenir tres fills: Jessica (1993), Nelly i Sebastian. Les dues filles són golfistes professionals destacant Nelly, que va guanyar la medalla d'or als Jocs Olímpics de Tòquio (2020) i número 1 dels Women's World Golf Rankings. Petr ha estat cadi de les seves filles en diverses ocasions. El seu fill Sebastian és tennista professional esdevenint el millor tennista del rànquing júnior després de guanyar l'Open d'Austràlia en aquesta categoria.

## Torneigs de Grand Slam

### Individual: 2 (1−1)
| Resultat  | Núm. | Any  | Torneig           | Oponent      | Marcador      |
| --------- | ---- | ---- | ----------------- | ------------ | ------------- |
| Finalista | 1.   | 1992 | Roland Garros     | Jim Courier  | 5−7, 2−6, 1−6 |
| Guanyador | 1.   | 1998 | Obert d'Austràlia | Marcelo Ríos | 6−2, 6−2, 6−2 |

### Dobles masculins: 2 (1−1)
| Resultat  | Núm. | Any  | Torneig           | Parella          | Oponents                            | Marcador           |
| --------- | ---- | ---- | ----------------- | ---------------- | ----------------------------------- | ------------------ |
| Finalista | 1.   | 1990 | Roland Garros     | Goran Ivanišević | Sergio Casal Emilio Sánchez Vicario | 5−7, 3−6           |
| Guanyador | 1.   | 1996 | Obert d'Austràlia | Stefan Edberg    | Sebastien Lareau Alex O'Brien       | 7−5, 7−5, 4−6, 6−1 |

## Palmarès

### Individual: 27 (10−17)
| Llegenda (pre/post 2009)                                 |
| -------------------------------------------------------- |
| Grand Slams (1−1)                                        |
| Tennis Masters Cup / ATP Finals (0−0)                    |
| Grand Slam Cup (1−0)                                     |
| ATP Masters Series / ATP World Tour Masters 1000 (1−2)   |
| ATP International Series Gold / ATP World Tour 500 (2−5) |
| ATP International Series / ATP World Tour 250 (5−9)      |

| Títols per superfície |
| --------------------- |
| Dura (6−8)            |
| Gespa (0−1)           |
| Terra batuda (0−4)    |
| Moqueta (4−4)         |

| Resultat  | Núm. | Data                   | Torneig                         | Superfície   | Oponent             | Marcador                    |
| --------- | ---- | ---------------------- | ------------------------------- | ------------ | ------------------- | --------------------------- |
| Finalista | 1.   | 30 d'octubre de 1989   | Frankfurt, Alemanya Occidental  | Moqueta (i)  | Kevin Curren        | 2−6, 5−7                    |
| Finalista | 2.   | 6 de maig de 1991      | Tampa, Estats Units             | Terra batuda | Richey Reneberg     | 6−4, 4−6, 2−6               |
| Finalista | 3.   | 22 de juliol de 1991   | Washington DC, Estats Units     | Dura         | Andre Agassi        | 3−6, 4−6                    |
| Finalista | 4.   | 29 de juliol de 1991   | Mont-real, Canadà               | Dura         | Andrei Chesnokov    | 6−3, 4−6, 3−6               |
| Guanyador | 1.   | 19 d'agost de 1991     | New Haven, Estats Units         | Dura         | Goran Ivanišević    | 6−4, 6−2                    |
| Guanyador | 2.   | 14 d'octubre de 1991   | Berlín, Alemanya                | Moqueta      | Arnaud Boetsch      | 6−3, 6−4                    |
| Finalista | 5.   | 4 de maig de 1992      | Múnic, Alemanya                 | Terra batuda | Magnus Larsson      | 4−6, 6−4, 1−6               |
| Finalista | 6.   | 8 de juny de 1992      | Roland Garros, França           | Terra batuda | Jim Courier         | 5−7, 2−6, 1−6               |
| Guanyador | 3.   | 20 de juliol de 1992   | Washington DC                   | Dura         | Henrik Holm         | 6−4, 6−4                    |
| Guanyador | 4.   | 31 d'agost de 1992     | Long Island, Estats Units       | Dura         | Ivan Lendl          | 6−2, 6−2                    |
| Finalista | 7.   | 5 d'octubre de 1992    | Basilea, Suïssa                 | Dura (i)     | Boris Becker        | 6−3, 3−6, 2−6, 4−6          |
| Finalista | 8.   | 12 d'octubre de 1992   | Tolosa, França                  | Dura (i)     | Guy Forget          | 3−6, 2−6                    |
| Guanyador | 5.   | 26 d'octubre de 1992   | Viena, Àustria                  | Moqueta      | Gianluca Pozzi      | 6−3, 6−2, 5−7, 6−1          |
| Finalista | 9.   | 23 d'agost de 1993     | New Haven                       | Dura         | Andrei Medvedev     | 5−7, 4−6                    |
| Finalista | 10.  | 11 d'octubre de 1993   | Sydney, Austràlia               | Dura (i)     | Jaime Yzaga         | 4−6, 6−4, 6−7(4), 6−7(7)    |
| Guanyador | 6.   | 13 de desembre de 1993 | Grand Slam Cup, Múnic, Alemanya | Moqueta      | Michael Stich       | 2−6, 6−4, 7−6(5), 2−6, 11−9 |
| Finalista | 11.  | 14 de febrer de 1994   | Milà, Itàlia                    | Moqueta      | Boris Becker        | 2−6, 6−3, 3−6               |
| Finalista | 12.  | 7 de març de 1994      | Indian Wells, Estats Units      | Dura         | Pete Sampras        | 6−4, 3−6, 6−3, 3−6, 2−6     |
| Finalista | 13.  | 2 de maig de 1994      | Múnic (2)                       | Terra batuda | Michael Stich       | 2−6, 6−2, 3−6               |
| Guanyador | 7.   | 8 de gener de 1996     | Doha, Qatar                     | Dura         | Younes El Aynaoui   | 7−6(5), 2−6, 7−6(5)         |
| Finalista | 14.  | 22 de juliol de 1996   | Ostrava, Txèquia                | Moqueta      | David Prinosil      | 1−6, 2−6                    |
| Finalista | 15.  | 16 de juny de 1997     | Halle, Alemanya                 | Gespa        | Ievgueni Kàfelnikov | 6−7(2), 7−6(5), 6−7(7)      |
| Finalista | 16.  | 21 de juliol de 1997   | Washington DC (2)               | Dura         | Michael Chang       | 7−5, 2−6, 1−6               |
| Guanyador | 8.   | 20 d'octubre de 1997   | Stuttgart, Alemanya             | Moqueta      | Richard Krajicek    | 7−6(6), 6−2, 6−4            |
| Finalista | 17.  | 10 de novembre de 1997 | Moscou, Rússia                  | Moqueta      | Ievgueni Kàfelnikov | 6−7(2), 4−6                 |
| Guanyador | 9.   | 12 de gener de 1999    | Doha (2)                        | Dura         | Fabrice Santoro     | 6−0, 6−3                    |
| Guanyador | 10.  | 19 de gener de 1998    | Open d'Austràlia, Austràlia     | Dura         | Marcelo Ríos        | 6−2, 6−2, 6−2               |

### Dobles masculins: 24 (10−14)
| Llegenda (pre/post 2009)                                 |
| -------------------------------------------------------- |
| Grand Slams (1−1)                                        |
| Tennis Masters Cup / ATP Finals (0−0)                    |
| ATP Masters Series / ATP World Tour Masters 1000 (3−1)   |
| ATP International Series Gold / ATP World Tour 500 (1−4) |
| ATP International Series / ATP World Tour 250 (5−10)     |

| Títols per superfície |
| --------------------- |
| Dura (3−4)            |
| Gespa (1−0)           |
| Terra batuda (5−9)    |
| Moqueta (1−1)         |

| Resultat  | Núm. | Data                   | Torneig                        | Superfície   | Parella           | Oponents                              | Marcador           |
| --------- | ---- | ---------------------- | ------------------------------ | ------------ | ----------------- | ------------------------------------- | ------------------ |
| Finalista | 1.   | 28 de setembre de 1987 | Palerm, Itàlia                 | Terra batuda | Tomáš Šmíd        | Leonardo Lavalle Claudio Panatta      | 6−3, 4−6, 4−6      |
| Guanyador | 1.   | 4 de juliol de 1988    | Gstaad, Suïssa                 | Terra batuda | Milan Šrejber     | Andrés Gómez E. Sánchez Vicario       | 7−6, 7−6           |
| Guanyador | 2.   | 8 d'agost de 1988      | Praga, Txecoslovàquia          | Terra batuda | Jaroslav Navrátil | Thomas Muster Horst Skoff             | 7−5, 7−6           |
| Finalista | 2.   | 10 de juliol de 1989   | Gstaad                         | Terra batuda | Milan Šrejber     | Cássio Motta Todd Witsken             | 4−6, 3−6           |
| Guanyador | 3.   | 24 de juliol de 1989   | Stuttgart, Alemanya Occidental | Terra batuda | Tomáš Šmíd        | Florin Segărceanu Cyril Suk           | 6−7, 6−3, 6−1      |
| Finalista | 3.   | 31 de juliol de 1989   | Kitzbühel, Àustria             | Terra batuda | Tomáš Šmíd        | E. Sánchez Vicario J. Sánchez Vicario | 5−7, 6−7           |
| Finalista | 4.   | 7 d'agost de 1989      | Praga                          | Terra batuda | Gene Mayer        | Jordi Arrese Horst Skoff              | 4−6, 4−6           |
| Guanyador | 4.   | 23 d'abril de 1990     | Montecarlo, Mònaco             | Terra batuda | Tomáš Šmíd        | Andrés Gómez J. Sánchez Vicario       | 6−4, 7−6           |
| Finalista | 5.   | 30 d'abril de 1990     | Múnic, Alemanya Occidental     | Terra batuda | Tomáš Šmíd        | Udo Riglewski Michael Stich           | 1−6, 4−6           |
| Finalista | 6.   | 28 de maig de 1990     | Roland Garros, França          | Terra batuda | Goran Ivanišević  | Sergio Casal E. Sánchez Vicario       | 5−7, 3−6           |
| Finalista | 7.   | 13 d'agost de 1990     | New Haven, Estats Units        | Dura         | Goran Ivanišević  | Jeff Brown Scott Melville             | 6−2, 5−7, 0−6      |
| Guanyador | 5.   | 12 d'agost de 1991     | New Haven                      | Dura         | Wally Masur       | Jeff Brown Scott Melville             | Renúncia           |
| Guanyador | 6.   | 7 d'octubre de 1991    | Berlín, Alemanya               | Moqueta (i)  | Karel Nováček     | Jan Siemerink Daniel Vacek            | 3−6, 7−5, 7−5      |
| Finalista | 8.   | 23 de setembre de 1991 | Basilea, Suïssa                | Dura (i)     | John McEnroe      | Jakob Hlasek Patrick McEnroe          | 6−3, 6−7, 6−7      |
| Finalista | 9.   | 20 d'abril de 1992     | Montecarlo                     | Terra batuda | Karel Nováček     | Boris Becker Michael Stich            | 4−6, 4−6           |
| Finalista | 10.  | 6 de juliol de 1992    | Gstaad (2)                     | Terra batuda | Cyril Suk         | Hendrik Jan Davids Libor Pimek        | Renúncia           |
| Guanyador | 7.   | 19 d'abril de 1993     | Montecarlo (2)                 | Terra batuda | Stefan Edberg     | Paul Haarhuis Mark Koevermans         | 3−6, 6−2, 7−6      |
| Guanyador | 8.   | 14 de juny de 1993     | Halle, Alemanya                | Gespa        | Cyril Suk         | Mike Bauer Marc-Kevin Goellner        | 7−6, 5−7, 6−3      |
| Guanyador | 9.   | 9 d'agost de 1993      | Cincinnati, Estats Units       | Dura         | Andre Agassi      | Stefan Edberg Henrik Holm             | 7−6, 6−4           |
| Finalista | 11.  | 25 d'abril de 1994     | Múnic (2)                      | Terra batuda | Boris Becker      | Ievgueni Kàfelnikov David Rikl        | 6−7, 5−7           |
| Finalista | 12.  | 13 de febrer de 1995   | Milà, Itàlia                   | Moqueta      | Karel Nováček     | Boris Becker Guy Forget               | 2−6, 4−6           |
| Finalista | 13.  | 17 de juliol de 1995   | Washington DC, Estats Units    | Dura         | Cyril Suk         | Olivier Delaître Jeff Tarango         | 6−1, 3−6, 2−6      |
| Guanyador | 10.  | 15 de gener de 1996    | Open d'Austràlia, Austràlia    | Dura         | Stefan Edberg     | Sébastien Lareau Alex O'Brien         | 7−5, 7−5, 4−6, 6−1 |
| Finalista | 14.  | 12 d'agost de 1996     | Indianapolis, Estats Units     | Dura         | Cyril Suk         | Jim Grabb Richey Reneberg             | 6−7, 6−4, 4−6      |

### Equips: 1 (1−0)
| Resultat  | Núm. | Data               | Torneig                       | Superfície | Equip        | Oponents                   | Marcador |
| --------- | ---- | ------------------ | ----------------------------- | ---------- | ------------ | -------------------------- | -------- |
| Guanyador | 1.   | 6 de gener de 1994 | Copa Hopman, Perth, Austràlia | Dura (i)   | Jana Novotná | Anke Huber Bernd Karbacher | 2−1      |

## Trajectòria

### Individual
| Open d'Austràlia | A           | A           | A           | 2R    | 2R    | 1R    | QF    | 1R    | 3R    | 1R    | 1R    | G     | 3R   | 1 / 10    | 17 − 9    |
| Roland Garros | A           | 2R          | A           | 2R    | 2R    | F     | 2R    | 1R    | 1R    | 3R    | 4R    | 1R    | 2R   | 0 / 11    | 15 − 11   |
| Wimbledon | A           | 3R          | A           | 1R    | 1R    | 2R    | 4R    | 2R    | 4R    | A     | 4R    | QF    | Q2   | 0 / 9     | 17 − 9    |
| US Open | A           | 1R          | A           | 2R    | 1R    | 1R    | 1R    | A     | QF    | 3R    | QF    | 1R    | A    | 0 / 9     | 11 − 9    |
| Tennis Masters Cup | A           | A           | A           | A     | A     | RR    | A     | A     | A     | A     | A     | A     | A    | 0 / 1     | 0 − 3     |
| Grand Slam Cup | No celebrat | No celebrat | No celebrat |       |       | QF    | G     |       | 1R    |       | SF    | QF    |      | 1 / 5     | 7 − 4     |
| Total Victòries−Derrotes                                                                                                   | 2−1         | 8−13        | 13−8        | 24−27 | 45−24 | 62−30 | 54−23 | 38−22 | 27−23 | 42−19 | 55−24 | 23−21 | 6−12 | 410 − 248 | 410 − 248 |
| Rànquing a final d'any | 87          | 188         | 59          | 38    | 9     | 7     | 12    | 18    | 41    | 24    | 13    | 13    | 170  |           |           |
| Llegenda: G: Guanyador; F: Finalista; SF: Semifinalista; QF: Quarts de final; Q: Qualificació; A: Absent; RR: Round Robin; |             |             |             |       |       |       |       |       |       |       |       |       |      |           |           |

### Dobles masculins
| Open d'Austràlia | A   | A     | A     | 2R    | 1R    | 2R    | 1R    | 3R    | SF    | G     | 2R   | A   | 1 / 8     | 15 − 7    |
| Roland Garros | 1R  | 2R    | 2R    | F     | 2R    | QF    | SF    | A     | 1R    | 3R    | 3R   | A   | 0 / 10    | 19 − 10   |
| Wimbledon | A   | 1R    | A     | 2R    | 2R    | 1R    | A     | A     | A     | A     | A    | A   | 0 /       | 2 − 4     |
| US Open | A   | A     | 3R    | 2R    | 3R    | 1R    | A     | A     | 3R    | 1R    | 1R   | A   | 0 / 7     | 7 − 7     |
| Total Victòries−Derrotes                                                                                                   | 9−6 | 19−11 | 24−10 | 35−26 | 20−15 | 22−18 | 27−12 | 13−14 | 25−18 | 28−16 | 7−11 | 3−0 | 233 − 159 | 233 − 159 |
| Rànquing a final d'any | 91  | 46    | 26    | 15    | 63    | 64    | 32    | 115   | 44    | 23    | 220  | 321 |           |           |
| Llegenda: G: Guanyador; F: Finalista; SF: Semifinalista; QF: Quarts de final; Q: Qualificació; A: Absent; RR: Round Robin; |     |       |       |       |       |       |       |       |       |       |      |     |           |           |